# 圖洛馬河

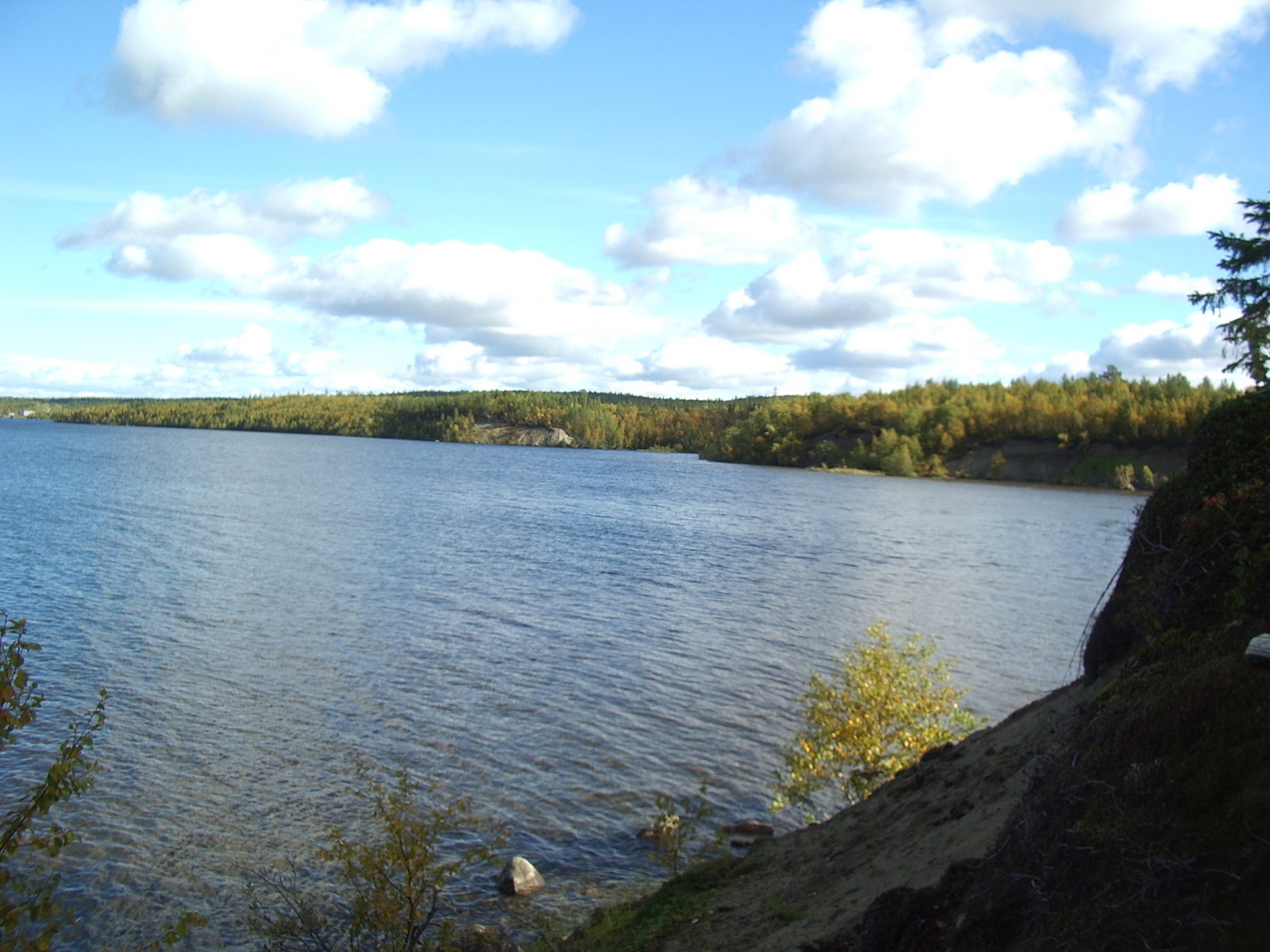
圖洛馬河

圖洛馬河是俄羅斯的河流，位於摩爾曼斯克州內科拉半島，發源自諾托澤羅湖，最終注入巴倫支海的科拉灣，河道全長64公里，流域面積6,250平方公里，雨水主要來自溶雪和雨水，在每年12月下旬至2月開始結冰，直至翌年4月至6月上旬，河道上有2座水力發電廠，河畔城鎮有科拉。
68°53′21″N 33°0′48″E / 68.88917°N 33.01333°E